# Alexander Alexandrowitsch Bolschunow
Alexander Alexandrowitsch Bolschunow (russisch Александр Александрович Большунов, englisch Alexander Bolshunov, * 31. Dezember 1996 in Podywotje, Oblast Brjansk) ist ein russischer Skilangläufer. Er wurde 2022 dreifacher Olympiasieger, Weltmeister im Skiathlon und er gewann zweimal den Gesamt-Weltcup (2020, 2021).

## Sportkarriere
Bolschunow startete im November 2012 in Werschina Tjoi erstmals im Skilanglauf-Eastern-Europe-Cup und belegte dabei den 188. Platz über 10 km Freistil und den 158. Rang über 15 km klassisch. Im März 2014 wurde er in Syktywkar russischer Juniorenmeister im Skiathlon. Bei den Nordischen Junioren-Skiweltmeisterschaften 2015 in Almaty errang er den 11. Platz im Sprint. Im folgenden Jahr holte er bei den Nordische Junioren-Skiweltmeisterschaften 2016 in Rasnov die Silbermedaille mit der Staffel. Zudem kam er auf den 17. Platz im Sprint, auf den 11. Rang über 10 km klassisch und auf den achten Platz über 15 km Freistil. Zu Beginn der Saison 2016/17 erreichte er zunächst in Krasnogorsk mit dem zweiten Platz über 15 km Freistil seine erste Podestplatzierung im Eastern-Europe-Cup. Es folgten seine ersten Siege im Eastern-Europe-Cup jeweils im Sprint und über 30 km klassisch. Bei den U23-Skiweltmeisterschaften 2017 in Soldier Hollow gewann er im Sprint die Silbermedaille und im Skiathlon und über 15 km Freistil jeweils die Goldmedaille. Im Februar 2017 belegte er bei den Nordischen Skiweltmeisterschaften 2017 in Lahti den 26. Platz im Sprint und den 15. Rang im Skiathlon. Im folgenden Monat debütierte er in Drammen im Skilanglauf-Weltcup. Dabei holte er mit dem neunten Platz im Sprint seine ersten Weltcuppunkte. Bei den russischen Meisterschaften in Chanty-Mansijsk wurde er Meister über 50 km klassisch und Dritter im Skiathlon. Die Saison beendete er auf dem siebten Platz in der Gesamtwertung des Eastern Europe Cups.
Im Sommer 2017 gewann Bolschunow bei den Rollerski-Weltmeisterschaften in Sollefteå die Silbermedaille über 22,5 km Freistil und die Goldmedaille im 20-km-Massenstartrennen. Zu Beginn der Weltcupsaison 2017/18 erreichte er mit Platz drei beim Ruka Triple seine erste Podestplatzierung im Weltcup. Es folgten dritte Plätze im Sprint in Lillehammer und in Davos jeweils über 15 km Freistil und im Sprint. Bei der Tour de Ski 2017/18 errang er mit vier Top-Zehn-Platzierungen, darunter Platz drei im Verfolgungsrennen in der Lenzerheide, den sechsten Gesamtrang. Beim Saisonhöhepunkt den Olympischen Winterspielen 2018 in Pyeongchang gewann Bolschunow vier Medaillen. Neben der einer Bronzemedaille im Sprint, holte er im Teamsprint, der Staffel und über 50 km klassisch die Silbermedaille. Im März 2018 wurde in Drammen Dritter im Sprint und holte in Lahti über 15 km klassisch sowie in Falun im 15-km-Massenstartrennen seine ersten Weltcupsiege und erreichte tags darauf beim Weltcupfinale den ersten Gesamtrang. Ende März 2018 wurde er in Syktywkar russischer Meister über 15 km klassisch und siegte im folgenden Monat in Chanty-Mansijsk beim Ugra Skimarathon über 50 km Freistil. Die Saison beendete er auf dem neunten Platz im Distanzweltcup, auf dem sechsten Rang im Sprintweltcup, auf dem fünften Platz im Gesamtweltcup und auf dem zweiten Platz im U23-Weltcup.
Zu Beginn der Saison 2018/19 siegte Bolschunow in Ruka im Sprint und über 15 km klassisch, belegte beim Lillehammer Triple den fünften Platz und mit der Staffel in Beitostølen den zweiten Platz. Bei der Tour de Ski 2018/19 kam er mit drei dritten Plätzen auf den fünften Platz. Es folgten zweite Plätze in Otepää im Sprint und über 15 km klassisch, in Ulricehamn mit der Staffel und ein Sieg über 15 km klassisch in Cogne. Beim Saisonhöhepunkt, den Nordischen Skiweltmeisterschaften 2019 in Seefeld in Tirol holte er im Teamsprint zusammen mit Gleb Retiwych, im 50-km-Massenstartrennen, im Skiathlon und mit der Staffel jeweils die Silbermedaille. Im März 2019 gewann er das 50-km-Massenstartrennen in Oslo und über 15 km Freistil in Falun und errang mit dem Plätzen vier, sieben und zwei, den dritten Platz beim Weltcupfinale in Québec. Er gewann damit den Distanzweltcup und errang im Gesamtweltcup den zweiten Platz und im Sprintweltcup den fünften Platz. Bei den Rollerski-Weltmeisterschaften 2019 in Madona gewann er die Goldmedaille über 20 km klassisch.
Nach Platz fünf beim Ruka Triple zu Beginn der Saison 2019/20, gewann Bolschunow im Skiathlon in Lillehammer und die Tour de Ski 2019/20 mit fünf dritten und einen ersten Platz. Es folgten zwei Siege in Nové Město, im Skiathlon in Oberstdorf und im 15-km-Massenstartrennen in Falun. Die Skitour 2020 beendete er auf dem siebten Platz. Dabei gewann er das Massenstartrennen über 34 km in Meråker und belegte im Verfolgungsrennen in Östersund den zweiten Platz. Zum Saisonende errang er in Lahti den zweiten Platz über 15 km klassisch und siegte wie im Vorjahr beim 50-km-Rennen am Holmenkollen. Er gewann damit den Gesamt und den Distanzweltcup und belegte im Sprintweltcup den sechsten Platz.
Die Saison 2020/2021 begann Bolschunow als Gesamtzweiter beim Ruka Triple. Seinen Vorjahreserfolg bei der Tour de Ski 2021 konnte er wiederholen. Neben dem Gesamtsieg konnte er fünf der acht Einzelentscheidungen für sich entscheiden. Es folgten drei Weltcupsiege und gewann damit zum Saisonende erneut den Gesamtweltcup und den Distanzweltcup. Zudem wurde er Dritter im Sprintweltcup. Beim Saisonhöhepunkt, den Nordischen Skiweltmeisterschaften in Oberstdorf, holte er die Bronzemedaille im Teamsprint, jeweils die Silbermedaille im 50-km-Massenstartrennen und mit der Staffel und die Goldmedaille im Skiathlon. Ende März 2021 wurde er in Tjumen russischer Meister im Sprint und im Skiathlon.
Nach Platz zwei über 15 km klassisch und Rang eins in der Verfolgung in Ruka zu Beginn der Saison 2021/22, wurde er in Dresden Dritter im Teamsprint und bei der Tour de Ski 2021/22 mit zwei zweiten Plätzen Zweiter. Beim Saisonhöhepunkt, den Olympischen Winterspielen 2022 in Peking, holte er die Bronzemedaille im Teamsprint, die Silbermedaille über 15 km klassisch und jeweils die Goldmedaille im 50-km-Massenstartrennen, mit der Staffel sowie im Skiathlon. An den letzten drei Weltcupstation der Saison durfte er nach dem Ausschluss der russischen Athleten durch die FIS, aufgrund des russischen Überfalls auf die Ukraine, nicht teilnehmen und startete daraufhin beim Demino Ski Marathon, den er gewann. Im Gesamtweltcup und im Distanzweltcup belegte er jeweils den zweiten Platz. Bei den russischen Meisterschaften 2022 siegte er über 15 km klassisch, im Skiathlon und im 50-km-Massenstartrennen.

## Erfolge

### Siege bei Weltcuprennen

#### Weltcupsiege im Einzel
| Nr. | Datum             | Ort         | Disziplin                       |
| --- | ----------------- | ----------- | ------------------------------- |
| 1.  | 4. März 2018      | Lahti       | 15 km klassisch Individualstart |
| 2.  | 18. März 2018     | Falun       | Gesamtwertung Weltcup-Finale    |
| 3.  | 24. November 2018 | Ruka        | 1,4 km Sprint klassisch         |
| 4.  | 25. November 2018 | Ruka        | 15 km klassisch Individualstart |
| 5.  | 17. Februar 2019  | Cogne       | 15 km klassisch Individualstart |
| 6.  | 9. März 2019      | Oslo        | 50 km klassisch Massenstart     |
| 7.  | 17. März 2019     | Falun       | 15 km Freistil Individualstart  |
| 8.  | 7. Dezember 2019  | Lillehammer | 30 km Skiathlon                 |
| 9.  | 5. Januar 2020    | Tour de Ski | Gesamtwertung                   |
| 10. | 18. Januar 2020   | Nové Město  | 15 km Freistil Individualstart  |
| 11. | 19. Januar 2020   | Nové Město  | 15 km klassisch Verfolgung 1    |
| 12. | 25. Januar 2020   | Oberstdorf  | 30 km Skiathlon                 |
| 13. | 9. Februar 2020   | Falun       | 15 km Freistil Massenstart      |
| 14. | 8. März 2020      | Oslo        | 50 km klassisch Massenstart     |
| 15. | 13. Dezember 2020 | Davos       | 15 km Freistil Individualstart  |
| 16. | 10. Januar 2021   | Tour de Ski | Gesamtwertung                   |
| 17. | 29. Januar 2021   | Falun       | 15 km Freistil Individualstart  |
| 18. | 30. Januar 2021   | Falun       | 15 km klassisch Massenstart     |
| 19. | 13. März 2021     | Engadin     | 15 km klassisch Massenstart     |
| 20. | 28. November 2021 | Ruka        | 15 km Freistil Verfolgung 1     |

#### Etappensiege bei Weltcuprennen
| Nr. | Datum            | Ort           | Disziplin                      | Rennen              |
| --- | ---------------- | ------------- | ------------------------------ | ------------------- |
| 1.  | 17. März 2018    | Falun         | 15 km klassisch Massenstart    | Weltcup-Finale 2018 |
| 2.  | 1. Januar 2020   | Toblach       | 15 km Verfolgung klassisch 1   | Tour de Ski 2019/20 |
| 3.  | 20. Februar 2020 | Meråker       | 34 km Freistil Massenstart     | Ski Tour 2020       |
| 4.  | 2. Januar 2021   | Val Müstair   | 15 km klassisch Massenstart    | Tour de Ski 2021    |
| 5.  | 3. Januar 2021   | Val Müstair   | 15 km Verfolgung Freistil 1    | Tour de Ski 2021    |
| 6.  | 5. Januar 2021   | Toblach       | 15 km Freistil Individualstart | Tour de Ski 2021    |
| 7.  | 6. Januar 2021   | Toblach       | 15 km Verfolgung klassisch 1   | Tour de Ski 2021    |
| 8.  | 8. Januar 2021   | Val di Fiemme | 15 km klassisch Massenstart    | Tour de Ski 2021    |

#### Weltcupsiege im Team
| Nr. | Datum             | Ort     | Disziplin                        |
| --- | ----------------- | ------- | -------------------------------- |
| 1.  | 20. Dezember 2020 | Dresden | 6 × 1,3 km Teamsprint Freistil 2 |

### Siege bei Continental-Cup-Rennen
| Nr. | Datum             | Ort         | Disziplin                       | Serie              |
| --- | ----------------- | ----------- | ------------------------------- | ------------------ |
| 1.  | 27. Dezember 2016 | Krasnogorsk | Sprint Freistil                 | Eastern Europe Cup |
| 2.  | 28. Dezember 2016 | Krasnogorsk | 30 km klassisch Individualstart | Eastern Europe Cup |

### Siege bei Rollerski-Weltcuprennen
| Nr. | Datum           | Ort    | Disziplin                       |
| --- | --------------- | ------ | ------------------------------- |
| 1.  | 22. August 2021 | Otepää | 15 km klassisch Individualstart |

### Teilnahmen an Weltmeisterschaften und Olympischen Winterspielen

#### Olympische Spiele
| Jahr und Ort     | Wettbewerb | Wettbewerb | Wettbewerb | Wettbewerb | Wettbewerb | Wettbewerb |
| Jahr und Ort     | 15 km      | Skiathlon  | 50 km      | Sprint     | Staffel    | Teamsprint |
| ---------------- | ---------- | ---------- | ---------- | ---------- | ---------- | ---------- |
| Pyeongchang 2018 | –          | –          | 2.         | 3.         | 2.         | 2.         |
| Peking 2022      | 2.         | 1.         | 1.         | –          | 1.         | 3.         |

#### Nordische Skiweltmeisterschaften
| Jahr und Ort    | Wettbewerb | Wettbewerb | Wettbewerb | Wettbewerb | Wettbewerb | Wettbewerb |
| Jahr und Ort    | 15 km      | Skiathlon  | 50 km      | Sprint     | Staffel    | Teamsprint |
| --------------- | ---------- | ---------- | ---------- | ---------- | ---------- | ---------- |
| Lahti 2017      | –          | 15.        | –          | 26.        | –          | –          |
| Seefeld 2019    | 8.         | 2.         | 2.         | 11.        | 2.         | 2.         |
| Oberstdorf 2021 | 4.         | 1.         | 2.         | 4.         | 2.         | 3.         |

### Platzierungen im Weltcup

#### Weltcup-Statistik
Die Tabelle zeigt die erreichten Platzierungen im Einzelnen.
- 1.–3. Platz: Anzahl der Podiumsplatzierungen
- Top 10: Anzahl der Platzierungen unter den ersten zehn
- Punkteränge: Anzahl der Platzierungen innerhalb der Punkteränge
- Starts: Anzahl gelaufener Rennen in der jeweiligen Disziplin
- Hinweis: Bei den Distanzrennen erfolgt die Einordnung gemäß FIS.

| Platzierung               | Distanzrennen a | Distanzrennen a | Distanzrennen a | Distanzrennen a | Distanzrennen a | Skiathlon Verfolgung | Sprint | Etappen- rennen b | Gesamt | Team   | Team    |
| Platzierung               | ≤ 5 km          | ≤ 10 km         | ≤ 15 km         | ≤ 30 km         | > 30 km         | Skiathlon Verfolgung | Sprint | Etappen- rennen b | Gesamt | Sprint | Staffel |
| ------------------------- | --------------- | --------------- | --------------- | --------------- | --------------- | -------------------- | ------ | ----------------- | ------ | ------ | ------- |
| 1. Platz                  |                 |                 | 14              |                 | 3               | 7                    | 1      | 3                 | 28     | 1      |         |
| 2. Platz                  |                 | 1               | 4               |                 |                 | 2                    | 3      | 2                 | 12     |        | 2       |
| 3. Platz                  |                 | 1               | 8               |                 |                 | 2                    | 6      | 2                 | 19     | 1      |         |
| Top 10                    |                 | 3               | 36              | 1               | 3               | 14                   | 27     | 12                | 96     | 2      | 3       |
| Punkteränge               |                 | 3               | 39              | 1               | 3               | 21                   | 38     | 12                | 117    | 2      | 3       |
| Starts                    |                 | 3               | 41              | 1               | 3               | 22                   | 40     | 12                | 122    | 2      | 4       |
| Stand: Saisonende 2021/22 |                 |                 |                 |                 |                 |                      |        |                   |        |        |         |

#### Weltcup-Gesamtplatzierungen
| Saison  | Gesamt | Gesamt | Distanz | Distanz | Sprint | Sprint |
| Saison  | Punkte | Platz  | Punkte  | Platz   | Punkte | Platz  |
| ------- | ------ | ------ | ------- | ------- | ------ | ------ |
| 2016/17 | 29     | 100.   | -       | -       | 29     | 49.    |
| 2017/18 | 1152   | 5.     | 396     | 9.      | 276    | 6.     |
| 2018/19 | 1617   | 2.     | 864     | 1.      | 363    | 5.     |
| 2019/20 | 2221   | 1.     | 1293    | 1.      | 330    | 6.     |
| 2020/21 | 1765   | 1.     | 921     | 1.      | 284    | 3.     |
| 2021/22 | 878    | 2.     | 418     | 2.      | 140    | 15.    |

## Kontroverse
Wenige Wochen nach dem Beginn der Invasion Russlands in die Ukraine nahm Bolschunow an einer vom Kreml organisierten Propagandshow am Jahrestag der Krim-Annexion teil. Als einziger der anwesenden Sportler weigerte er sich jedoch, das Z-Symbol zu tragen.